# Amine Benramdane
Amine Benramdane (in arabo أمين بن رمضان‎?; Algeri, 27 aprile 1973) è un ex cestista algerino.

## Carriera
Con l'Algeria ha disputato i Campionati mondiali del 2002  e cinque edizioni dei Campionati africani (1993, 1995, 1999, 2003, 2005).